# Mechmont
Mechmont település Franciaországban, Lot megyében. Lakosainak száma 126 fő (2022. január 1.). Mechmont Francoulès, Gigouzac, Maxou, Montamel és Ussel községekkel határos.

## Népesség
A település népességének változása:
| Lakosok száma | 102  | 109  | 103  | 114  | 118  | 123  | 125  | 129  | 127  | 126  |
|               | 1968 | 1982 | 1990 | 2006 | 2013 | 2015 | 2017 | 2019 | 2020 | 2022 |